# Калинин, Николай Петрович
Николай Петрович Калинин (1884—1949) — герой Первой мировой войны, участник Белого движения, генерал-лейтенант.

## Биография
Из дворян области Войска Донского, казак станицы Каменской Донецкого округа. Сын коллежского советника Петра Ивановича Калинина.
Окончил Донской кадетский корпус (1902) и Николаевское кавалерийское училище (1904), откуда выпущен был корнетом в 51-й драгунский Черниговский полк, в рядах которого вступил в русско-японскую войну. За боевые отличия был награждён несколькими орденами. Произведен в поручики 1 сентября 1907 года, в штабс-ротмистры — 10 сентября 1911 года. В 1912 году окончил два класса Николаевской военной академии по 1-му разряду. Уволен от службы за болезнью 15 марта 1914 года, ротмистром, с пенсией и с зачислением в конное ополчение по Петербургской губернии.
С началом Первой мировой войны, 5 августа 1914 года определен в 17-й гусарский Черниговский полк прежним чином штабс-ротмистра. Удостоен ордена Св. Георгия 4-й степени
За то, что 6 ноября 1914 года, при взятии конным корпусом гор. Нового-Сандеца во главе своего взвода, совместно со взводом корнета Корнилова, в конном строю бросился в атаку на окопы, занятые пехотой противника, обратил последнего в бегство и захватил в плен одного офицера и 30 нижних чинов, благодаря чему ускорил и облегчил занятие этого важного пункта конным корпусом.
Пожалован Георгиевским оружием
За то, что в бою 2-го июня 1915 года у м. Олешице, командуя эскадроном под сильным ружейным огнем, атаковал части германской пехоты, изрубил ее цепи и поддержки у высоты 220, ворвался в м. Олешице и изрубил находящуюся в нем пехоту, чем была остановлена атака германцев на этом участке.
Произведен в ротмистры 20 июня 1916 года «за выслугу лет». 17 августа 1916 года переведен в Генеральный штаб с назначением обер-офицером для поручений при штабе 24-го армейского корпуса и переименованием в капитаны. 27 ноября 1916 года назначен старшим адъютантом штаба 5-го кавалерийского корпуса, 10 января 1917 года — старшим адъютантом штаба 40-го армейского корпуса, позднее в 1917 году — штаб-офицером для поручений при штабе 6-го Кавказского армейского корпуса. Произведен в подполковники 22 июля 1917 года. С 30 ноября 1917 года назначен штаб-офицером для поручений при штабе 35-го армейского корпуса.
В марте 1918 года участвовал в Общедонском восстании. Был командиром полка, а затем бригады в составе 1-го Донского корпуса на участке Поворино-Балашов. В ноябре 1918 года был произведен в полковники. 11 марта 1919 года назначен командующим 11-й Донской конной дивизией, а 5 апреля произведен в генерал-майоры с утверждением в должности. С 12 мая 1919 был командиром 11-й Донской конной бригады. В августе—сентябре 1919 года участвовал в Мамонтовском рейде 4-го Донского корпуса. В сентябре 1919 года был назначен командиром 9-й Донской конной бригады, а в феврале 1920 года — начальником 4-й Донской конной дивизии. В марте 1920 года был назначен начальником штаба 4-го Донского отдельного корпуса, с 25 марта состоял в резерве офицеров Генерального штаба при штабе Отдельного Донского корпуса.
После эвакуации в Крым, 1 мая 1920 года назначен начальником 2-й Донской казачьей дивизии, а 20 июня того же года произведен в генерал-лейтенанты за боевые отличия. В июле 1920 временно командовал сводным корпусом в составе 1-й и 2-й Донских казачьих дивизий и Кубанской казачьей дивизии, разгромившим 40-ю стрелковую дивизию РККА. Был отрешен от должности начальника дивизии 18 августа 1920 года за неудачные действия во время погони за красной конницей в районе Белозерки. 10 октября 1920 года назначен командиром Донского корпуса, с которым эвакуировался в Константинополь, а в 1921 году — на остров Лемнос. С 12 декабря 1920 года назначен начальником 1-й Донской казачьей дивизии, с 15 января 1921 года состоял в распоряжении войскового атамана Войска Донского.
В эмиграции во Франции. После Второй мировой войны стал одним из основателей и вице-председателем Казачьего союза. Умер в 1949 году в Париже. Похоронен на кладбище Сент-Женевьев-де-Буа.

## Награды
- Орден Святого Станислава 3-й ст. с мечами и бантом (ВП 22.12.1905)
- Орден Святой Анны 4-й ст. с надписью «за храбрость» (ВП 12.02.1906)
- Орден Святого Станислава 2-й ст. с мечами (ВП 13.04.1906)
- Орден Святого Георгия 4-й ст. (ВП 19.05.1915)
- Орден Святой Анны 2-й ст. с мечами (ВП 27.07.1915)
- Георгиевское оружие (ВП 24.01.1917)
- старшинство в чине подполковника с 14 февраля 1916 года (ПАФ 30.09.1917)